# Серяк (река)
Серяк — река в России, протекает в Пермском районе Пермского края. Устье реки находится в 17 км по левому берегу реки Качка. Длина реки составляет 17 км, площадь водосборного бассейна 69,1 км².
Исток реки в лесном массиве к югу от деревни Серяк и в 40 км к юго-западу от центра Перми. До впадения реки Малый Серяк также обозначается как Большой Серяк. Река течёт на север и северо-восток, протекает деревни Серяк, Клюино, Суздалы. Притоки — Первый Серяк, Второй Серяк, Малый Серяк (все — левые). Заключительные километры течения протекает по деревне Горшки, чуть севернее которой впадает в Качку.

## Данные водного реестра
По данным государственного водного реестра России относится к Камскому бассейновому округу, водохозяйственный участок реки — Кама от Камского гидроузла до Воткинского гидроузла, речной подбассейн реки — бассейны притоков Камы до впадения Белой. Речной бассейн реки — Кама.
По данным геоинформационной системы водохозяйственного районирования территории РФ, подготовленной Федеральным агентством водных ресурсов:
- Код водного объекта в государственном водном реестре — 10010101012111100014219
- Код по гидрологической изученности (ГИ) — 111101421
- Код бассейна — 10.01.01.010
- Номер тома по ГИ — 11
- Выпуск по ГИ — 1